# Kaye Lani Rae Rafko
Kaye Lani Rae Rafko Wilson (Monroe, 26 agosto 1963) è una modella statunitense, incoronata Miss America 1988.
In precedenza era stata eletta Miss Michigan 1987. In seguito alla vittoria del titolo, la Rafko è stata portavoce di numerose campagne benefiche, ed in particolar modo per programmi di cura nelle zone più povere del mondo.
La Rafko stessa è una infermiera professionista ed è sposata con Charles Wilson, con cui ha avuto tre figli. È inoltre presidentessa di Gabby's Ladder, un'organizzazione che si occupa di fornire aiuto psicologico nei confronti delle persone che hanno perso un proprio caro, organizzazione che ha fondato dopo la morte del suo quarto figlio.